# Maurus Reinkowski
Maurus Reinkowski (* 30. Juni 1962 in Altötting) ist ein deutscher Islamwissenschaftler, Turkologe und Historiker, der auf neuere Geschichte des Nahen Ostens und östlichen Mittelmeerraums spezialisiert ist. Er ist seit 2010 Professor für Nahoststudien an der Universität Basel.

## Leben
Reinkowski studierte Islamwissenschaft, Turkologie und Arabistik an den Universitäten München, Boğaziçi Üniversitesi (Istanbul) und Wien, wo er 1989 als Magister Artium abschloss. Er promovierte 1995 an der Universität Bamberg in Turkologie mit einer Arbeit über historiographische Deutungen des spätosmanischen Palästinas. Anschließend hatte er ein einjähriges Fellowship am Van Leer Jerusalem Institute, arbeitete zwei Jahre als Referent am Orient-Institut Istanbul (1996–1998) und dann bis 2003 als wissenschaftlicher Assistent für Turkologie in Bamberg. Mit einer Schrift über die osmanische Reformpolitik im 19. Jahrhundert schloss er 2002 die Habilitation ab und erhielt die Lehrbefugnis für die Fächer Geschichte und Kultur islamischer Länder sowie Turkologie. 
Danach war er von 2004 bis 2010 Inhaber des Lehrstuhls für Islamwissenschaft und Geschichte der islamischen Völker an der Albert-Ludwigs-Universität Freiburg (2008–2010 Senior Fellow an der School of History, Freiburg Institute for Advanced Studies). Er ist seit 2010 Professor am Seminar für Nahoststudien der Universität Basel. Im Herbst 2015 war er Gastprofessor an der privaten Sabancı-Universität in Istanbul.
Seine Forschungsschwerpunkte sind neuere und neueste Geschichte des Nahen Ostens und des östlichen Mittelmeerraums.

## Schriften (Auswahl)
- Filastin, Filistin und Eretz Israel. Die späte osmanische Herrschaft über Palästina in der arabischen, türkischen und israelischen Historiographie. Berlin 1995, ISBN 3-87997-242-7.
- Die Dinge der Ordnung. Eine vergleichende Untersuchung über die osmanische Reformpolitik im 19. Jahrhundert. München 2005, ISBN 3-486-57859-6.
- mit Heinz Kramer: Die Türkei und Europa. Eine wechselhafte Beziehungsgeschichte. Stuttgart 2008, ISBN 978-3-17-018474-9.
- als Herausgeber mit Gregor Thum: Helpless imperialists. Imperial failure, fear and radicalization. Göttingen 2013, ISBN 3-525-31044-7.
- Geschichte der Türkei. Von Atatürk bis zur Gegenwart. München 2021, ISBN 978-3-406-77474-4.